# 图拉州
图拉州（羅馬化：Tulskaya oblast），是俄羅斯聯邦主體之一，位於俄羅斯首都莫斯科以南，屬中央聯邦管區。面積25,700平方公里，人口1,675,758（2002年）。首府圖拉，距離莫斯科193公里。兩地高速公路聯繫。